# Marjorie Anne Short
Marjorie Anne Short, auch Marjie Short, (* vor 1950 in Wakefield, Massachusetts) ist eine US-amerikanische Filmproduzentin, Filmregisseurin und Filmschauspielerin, die 1977 mit und für ihren Kurzfilm Kudzu für einen Oscar nominiert war.

## Biografie
Short, die die Waltham High School besuchte, studierte Englisch an der University of Massachusetts Amherst sowie Modern English Literatur und Drama am Trinity College an der University of Oxford. Zudem studierte sie das Fach Film an der Boston University und Regie am American Film Institute Center for Advanced Film Studies.
In dem 1969 veröffentlichten Fernsehfilm Silent Night, Lonely Night mit Lloyd Bridges und Shirley Jones in den Hauptrollen wirkte Short als junge Ginny mit, die ältere Ginny wurde von Cloris Leachman verkörpert. In dem Melodram finden zwei Menschen über Weihnachten zueinander, deren Leben gerade nicht allzu rosig ist.
Gleich mit ihrem ersten von Short produzierten Film, dem Dokumentar-Kurzfilm Kudzu aus dem Jahr 1977, gelang es ihr, eine Oscarnominierung zu erreichen. Die Trophäe ging jedoch an Andre R. Guttfreund und Peter Werner und ihren Film In the Region of Ice, in dem eine Nonne sich eines emotional gestörten Jungen annimmt. In Shorts Film dreht sich alles um die Pflanze Kudzu und das auf humorvolle Weise. Short lag viel daran, den Film so witzig wie möglich zu gestalten, um sich die Aufmerksamkeit des Publikums zu sichern. Der Film wurde vom National Endowment for the Arts (NEA) mit 11.100 Dollar, wovon 7.500 für die Produktion vorgesehen waren, gefördert. An der romantischen Teenager-Komödie Mischief war Short 1985 beteiligt. In den Jahren 1986/1987 produzierte sie 24 Folgen der erfolgreichen Fernsehserie Der Denver-Clan mit John Forsythe als Blake Carrington, Linda Evans als dessen Frau Krystle und Joan Collins als „Biest“ Alexis Carrington.

## Filmografie (Auswahl)
- 1969: In einer Nacht wie dieser (Silent Night, Lonely Night; Fernsehfilm; Schauspielerin)
- 1977: Kudzu (Dokumentar-Kurzfilm; Produzentin, Regie, Schnitt)
- 1985: Verkehrsprobleme (Mischief; Zusatzmannschaft)
- 1986, 1987: Der Denver-Clan (Dynasty; Fernsehserie, 24 Folgen; Produzentin)

## Auszeichnung
- Oscarverleihung 1977: Oscarnominierung mit und für den Kurzfilm Kudzu in der Kategorie „Bester Kurzfilm“